# 渡邊正光
渡邊 正光（わたなべ まさみつ、1953年3月8日 - 2017年9月5日）は、日本の地方公務員。福岡市副市長や、一般財団法人福岡コンベンションセンター理事長を務めた。

## 人物・経歴
福岡県柳川市出身。1976年西南学院大学法学部法律学科卒業、福岡市役所入庁。1994年総務局国際部国際交流課長。1999年市長室部長事業点検プロジェクト担当。2002年総務企画局部長兼アイランドシティ推進担当。2005年港湾局理事。2007年経済振興局長。2010年総務企画局長。2011年から高田洋征や鶴川洋の後任として副市長を務め、総合計画の策定などにあたった。2013年から一般財団法人福岡コンベンションセンター理事長として、マリンメッセ福岡や福岡国際会議場の運営を行った。2017年に死去し、中央区のユウベル積善社福岡斎場で葬儀が行われた。享年64。